# 慈眼寺 (下野市)
慈眼寺（じげんじ）は、栃木県下野市にある真言宗智山派の寺院。

## 歴史
1196年（建久7年）、新田義兼の開基である。1401年（応永8年）、長宥によって中興された。
江戸時代、将軍の日光社参の休憩場所に指定され、幕府との関係を持つことになった。かつては将軍のための「御成門」「御成御殿」が設けられていた（火災で現存せず）。

## 交通アクセス
- 小金井駅より徒歩16分。